# Amphimallon spartanum
Amphimallon spartanum är en skalbaggsart som beskrevs av Brenske 1884. Amphimallon spartanum ingår i släktet Amphimallon och familjen Melolonthidae. Inga underarter finns listade i Catalogue of Life.